# Une messe pour Dracula
Série
Dracula et les Femmes
(1968) Les Cicatrices de Dracula
(1970)
Pour plus de détails, voir Fiche technique et Distribution.
Une messe pour Dracula (Taste the Blood of Dracula) est un film britannique réalisé par Peter Sasdy, sorti en 1970. C'est le cinquième film de la saga Dracula réalisé par le studio Hammer Films. Il est précédé de Dracula et les Femmes et suivi du film Les Cicatrices de Dracula.

## Synopsis
Dracula renaît une fois de plus de ses cendres. Grâce à Lord Courtley qui convie trois autres notables londoniens à une messe noire pour ressusciter le vampire. Ces derniers veulent faire marche arrière et assassinent Courtley pendant le rite puis s'enfuient. Dracula revient à la vie et décide de traquer les bourgeois pour venger Lord Courtley.

## Fiche technique
- Titre original : Taste the Blood of Dracula
- Titre français : Une messe pour Dracula
- Réalisation : Peter Sasdy
- Scénario : Anthony Hinds
- Musique : James Bernard
- Photographie : Arthur Grant
- Montage : Chris Barnes
- Production : Aida Young
- Société de production : Hammer Films
- Société de distribution : Warner Bros.
- Pays :  Royaume-Uni
- Langue : anglais
- Format : Couleur - Mono - 35 mm - 1.85:1
- Genre : Fantastique
- Durée : 91 min
- Affiches : Michel Landi (France), Enzo Nistri (Italie)

## Distribution
- Christopher Lee (VF : Jean Davy) : Comte Dracula
- Geoffrey Keen (VF : Gérard Férat) : William Hargood
- Linda Hayden (VF : Sylviane Margollé) : Alice Hargood
- Anthony Corlan (VF : Bernard Murat) : Paul Paxton
- John Carson : Jonathon Secker
- Peter Sallis (VF : Albert de Médina) : Samuel Paxton
- Ralph Bates (VF : Bernard Tiphaine) : Lord Courtley
- Gwen Watford (VF : Sylvie Deniau) : Martha Hargood
- Isla Blair (VF : Jeanine Forney) : Lucy Paxton
- Martin Jarvis : Jeremy Secker
- Roy Kinnear (VF : Jacques Marin) : Weller
- Michael Ripper (VF : Jean Berton) : L'inspecteur Cobb
- Russell Hunter (VF : Jean-Pierre Leroux) : Felix

## Production
Pour la quatrième fois, on y retrouve Christopher Lee dans le rôle de Dracula pour le compte de la firme Hammer. Mais, à ce stade de la série, le comédien  Christopher Lee ne souhaite plus jouer le personnage de Dracula tel que le conçoivent les studios de la Hammer. S'il doit un jour l'interpréter de nouveau, ce sera — affirme-t-il — dans une adaptation, sinon fidèle, du moins digne du roman de Bram Stoker (souhait qu'il exaucera d'ailleurs avec Jesús Franco et son Les Nuits de Dracula quelques mois plus tard).
Or le succès phénoménal remporté par le dernier épisode en date, Dracula et les Femmes (1968), n'incite guère les dirigeants de la compagnie à en rectifier la formule. En déclin financier depuis quelques années, en effet, la Hammer, pour qui la série des Dracula devient bientôt le seul filon rentable, est de plus en plus assujettie aux exigences de distributeurs américains pressés d'en exploiter de nouvelles aventures.
Devant le refus catégorique de leur vedette, une nouvelle production est malgré tout mise en chantier, avec le nom de Dracula mentionné dans le titre, alors même que ce dernier n'est pas prévu à l'écran (la même technique fut utilisée en 1960 pour Les Maîtresses de Dracula).
Intraitables sur la nécessité que Christopher Lee tienne le rôle, les commanditaires américains menacent de ne plus acheter le film. Pris à la gorge, les responsables des studios finissent par obtenir l'accord de l'acteur après maintes supplications et alors même que le projet est déjà très avancé.
Si le retour de Christopher Lee en assure l'aboutissement, il n'en crée pas moins une nouvelle difficulté : comment l'intégrer dans une intrigue dont la structure dépendait justement de son absence ?
Et c'est tout le problème de ce nouvel opus que d'avoir parachuté à toute force un personnage que rien dans le scénario ne prévoyait. N'intervenant que tardivement dans l'histoire, le héros nocturne n'a en outre guère l'occasion de faire valoir ici ses qualités de vampire. L'intrigue se resserrera en effet sur une série de meurtres parricides que la critique s'accorda à juger plutôt vaine et redondante.
Le prince des « non-morts » s'est, finalement, notablement éloigné de son cadre gothique et de la charge menaçante qui émanait de lui. Il les retrouvera, mais avec moins d'éclat encore, dans le film suivant, Les Cicatrices de Dracula (1970) de Roy Ward Baker.
Toujours sous la pression d'un marché américain avide de nouveaux titres, les productions Hammer parviendront encore à trois reprises à convaincre Christopher Lee de poursuivre la série (Les Cicatrices de Dracula en 1970, Dracula 73 en 1972 et Dracula vit toujours à Londres en 1973).

### Casting
L'acteur Vincent Price devait initialement assurer le rôle d'un quatrième bourgeois convié à la messe satanique. Mais le budget trop restreint obligea la production à libérer le comédien de son contrat.

## Autour du film
- À la suite d'un retard dans la distribution de Une Messe pour Dracula sur le territoire français, le film suivant, Les Cicatrices de Dracula, de Roy Ward Baker sortira à peine quelques mois après, dans la même année 1970.
- L'actrice Linda Hayden jouera plus tard le rôle d'une femme vampire dans Vampira (1974) aux côtés de David Niven.
- John Carson jouera plus tard le rôle d'un vampire dans Capitaine Kronos, tueur de vampires (1974).
- Dans la plupart des copies exploitées du film, de notables coupes furent pratiquées puis ultérieurement corrigées. L'essentiel des coupes concernait la séquence de visite de la maison close par les trois bourgeois.
- Il fait suite à Dracula et les Femmes réalisé par Freddie Francis en 1968. Quelques plans de la séquence finale de ce dernier sont ici réutilisés en prologue afin d'assurer la continuité.

## DVD / Blu-ray
- France :

- Une Messe pour Dracula (DVD-5 Keep Case) sorti le 20 octobre 2004 édité par Warner Bros et distribué par Warner Home Vidéo France. Le ratio image est en 1.85:1 panoramique 16:9. L'audio est en français, anglais et allemand 2.0 mono. Les sous-titres sont en français, anglais, allemands, néerlandais, arabes, hébreux, suédois, grecs, hongrois, anglais et allemands pour sourds et malentendants. Pas de bonus. La durée du film est de 91 minutes. Il s'agit d'une édition Zone 2 Pal .
- Une Messe pour Dracula (BD-25 Blu-ray) sorti le 9 mars 2016 édité par Warner Bros et distribué par Warner Home Vidéo France. Le ratio image est en 1.78:1 panoramique 16:9 natif 1080p AVC. L'audio est en anglais 1.0 DTS HD, français, allemand, castillan et espagnol 1.0 Dolby Digital. Les sous-titres sont en français, castillans, espagnols, anglais et allemands pour sourds et malentendants. En supplément la bande annonce originale du film. La durée du film est de 91 minutes. Il s'agit d'une édition Zone A, B et C .